# Wit-Russische Patriottische Partij
De Wit-Russische Patriottische Partij (Wit-Russisch: Беларуская патрыятычная партыя, Bielaruskaja patryjatyčnaja partyja; Russisch: Беларуская патрыятычная партыя, Belaruskaja patrijatitsjnaja partija, BPP) is een Wit-Russische politieke partij. De partij steunt de regering van president Aleksandr Loekasjenko en is sinds de parlementsverkiezingen van 2019 met 2 zetels vertegenwoordigd in het Huis van Afgevaardigden.

## Geschiedenis
De BPP werd in 1994 opgericht door aanhangers van president Loekasjenko. De partij wordt sinds haar oprichting geleid door generaal Nikolaj Oelachovitsj (*1951) Oelachovitsj was is 2015 presidentskandidaat en haalde bij de verkiezingen van dat 1,67% van de stemmen.
Bij de parlementsverkiezingen van 2016 kreeg de BPP 2,2% van de stemmen, goed voor 3 zetels; bij de verkiezingen van 2019 bleven daar 2 zetels van over. In aanloop naar de presidentsverkiezingen van 2020 riep de partij haar aanhang op om op zittend president Loekasjenko te stemmen.

## Ideologie
De BPP wordt omschreven als socialistisch, conservatief en pro-presidentieel. Het ideologisch profiel van de partij is moeilijk vast te stellen. De belangrijkste bondgenoot van de BPP is de Communistische Partij van Wit-Rusland (CPB). De BPP werkt samen met het exarchaat van de Russisch Orthodoxe Kerk in Wit-Rusland. Partijleider Oelachovitsj is een kozak en pleitbezorger van de rechten van de kozakken in Wit-Rusland.
De BPP streeft de eenheid van Rusland, Oekraïne en Wit-Rusland na.

## Embleem
Het embleem van de Wit-Russische Patriottische Partij is een wisent.